# 尼曼匹克症
尼曼匹克症（Niemann-Pick disease），是一種脂質代謝異常的遺傳疾病。過量脂類累積於病人的肝臟、腎臟、脾臟、骨髓等，甚至腦部，而造成這些器官的病變。遺傳模式為體染色體隱性遺傳，也就是說患病的男女比例相同，在父母雙方都帶因的狀況下，子女有25%的機會患病。

## 分類
尼曼匹克症臨床上主要可分為 A、B、C、D四型。A、B型屬於酸性神經鞘磷脂酶(Acid Sphingomyelinase, ASM)缺乏或活性不足，C、D型是屬於細胞內膽固醇代謝、運輸障礙，而酸性神經鞘磷脂酶則是正常或輕微缺乏。嚴重的神經系統影響主要發生在A、C型，B型則無神經系統的問題。
- A型屬於最嚴重型，其生命期通常小於三年。患者的酸性神經鞘磷脂酶幾乎沒有活性，導致神經鞘磷脂累積在肝、脾、肺等多各器官與神經系統中。在胎兒時期以及出生時並無任何特殊異狀，出生後可能出現黃疸，典型的患童在數個月大時，腹部會漸漸隆起，經生理檢查可發現肝脾腫大、輕微淋巴結病變，骨髓檢驗顯示具組織化學上特徵之「尼曼匹克泡沫細胞」、小球性貧血、血小板數降低等，視網膜的特定位置可能會出現櫻桃紅斑塊。

- B型患者相較於A型患者，其酸性神經鞘磷脂酶還有活性，只是低於正常人，所以臨床症狀也較輕微，此型患者的神經系統可能只有輕微受損或完全正常，腦部沒有受損，生命期也較久，晚發型患者甚至可以跟正常人一樣。明顯的症狀為腹部腫大，也是因脂類而致的肝脾腫大，脂類累積肺部可能使患者呼吸道易受感染、呼吸困難。患者生長與發育可能較緩慢且較常人容易生病。

- C型患者與A、B型不一樣，並不是酵素的缺乏，而是NPC基因突變，NPC蛋白功能異常導致細胞內膽固醇的累積。目前的研究發現有95%的病人是第18對染色體上的NPC1基因突變所致，但NPC1蛋白質的確切功能仍在研究中。其發病年齡通常在學齡期，但也有部分病患在成年才發病，症狀仍以肝脾腫大為主，出生的嬰兒黃疸可能會延續2-4個月，肝脾腫大為漸進式的，隨著年齡與累積的量而趨於明顯。神經的症狀包括學習障礙、智力減退、說話不清晰、步態不穩、垂直眼球運動受限、抽筋、肌張力不全等‧確定診斷需靠皮膚纖維母細胞（英语：Dermal fibroblast）的特殊染色及膽固醇酯化活性分析。

- D型的症狀與C型相似，但特指在加拿大東南部諾華斯高沙區域的病患，因為此地區的發生率約為其他地方的一千倍。

尼曼匹克症目前尚無治癒的方法，特別是對神經系統的破壞，並無有效方法可以阻斷其繼續惡化，只能針對症狀治療，例如服用Miglustat（商品名Zavesca）。科學家正對疾病的機制、病理進一步探究，希望發展出酵素替代療法、基因治療等治療方式。若家族中已有患者，則可利用基因篩檢進行產前檢查。

## 社會支持
尼曼匹克症等罕見疾病患者，除本身需要照顧外，因治療產生所需的大量費用、時間，家族其他成員異樣眼光或話語，常使病患家庭陷入絕境。
要支持這樣的危難家庭，更需要社會、社區、宗教等團體投注關照力量，加強宣導打破例如:「以為患怪病是受咒詛，或是造孽...」等傳統錯誤原則認知。

## 外部連結
- 美國尼曼匹克症基金會 ( National Niemann-Pick Disease Foundation )
- 英國尼曼匹克症病友會 ( The Niemann-Pick Disease Group (UK))   *尼曼匹克症病友聯誼會 （页面存档备份，存于）
- 尼曼匹克症病友聯誼會
- 財團法人罕見疾病基金會 （页面存档备份，存于）
- 天使心家族社會福利基金會 （页面存档备份，存于）